# 113. pehotni polk (Avstro-Ogrska)
Za druge 113. polke glejte 113. polk.
113. pehotni polk je bil pehotni polk avstro-ogrske skupne vojske.

## Zgodovina
Polk je bil ustanovljen leta 1918, med prvo svetovno vojno, v sklopu t. i. Conradovih reform, pri čemer je bila sama vojaška sposobnost polka zelo slaba. Sestavljen je bil iz treh bataljonov, ki so jih vzeli iz dotedaj obstoječih polkov.

## Organizacija
Ob ustanovitvi
- 3. bataljon, 13. pehotni polk
- 4. bataljon, 13. pehotni polk
- 4. bataljon, 20. pehotni polk